# Arnulf Øverland

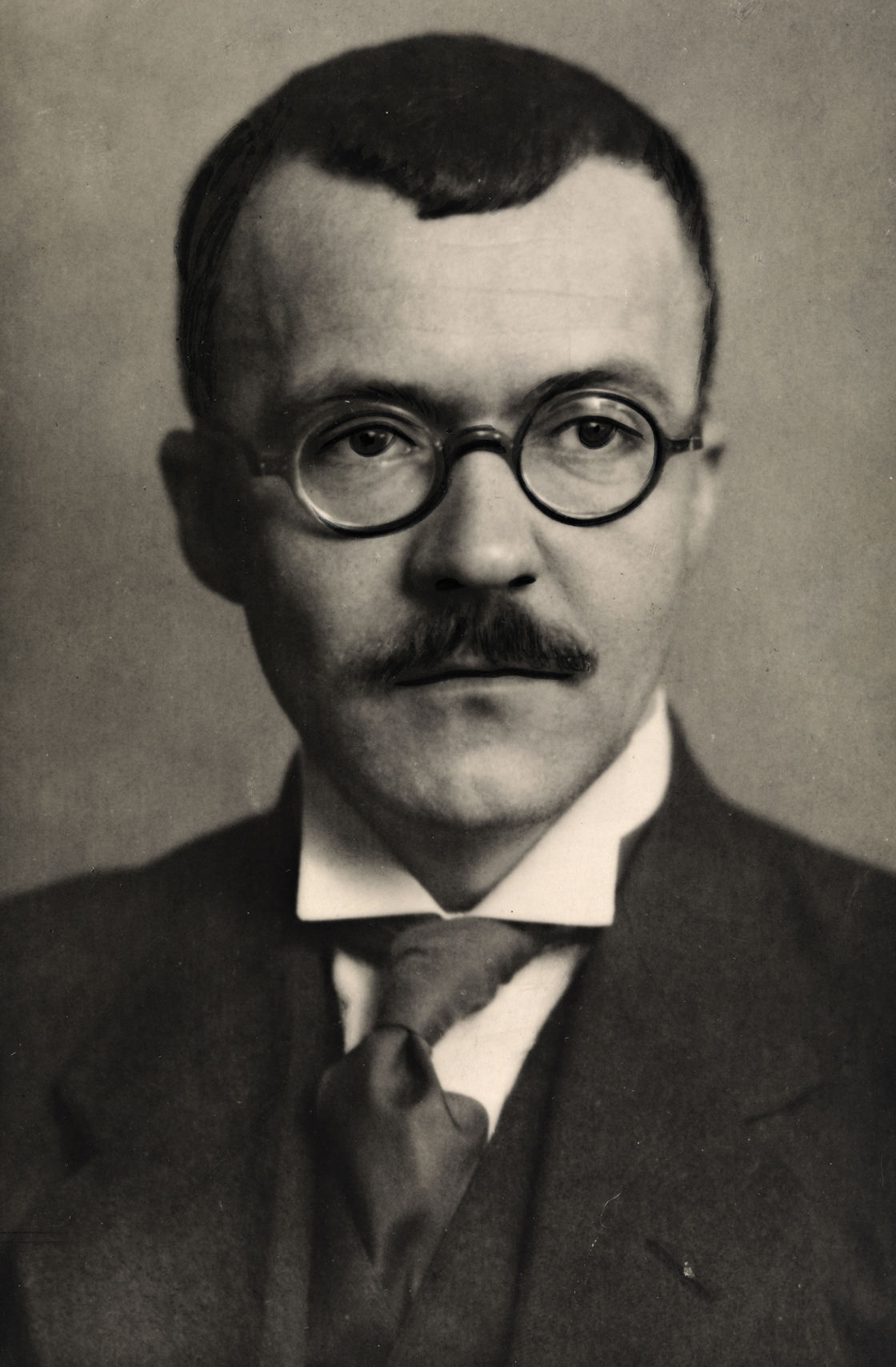
Retrato de Arnulf Øverland. Postal en la colección de la Biblioteca Nacional de Noruega

Ole Peter Arnulf Øverland (Kristiansund, 27 de abril de 1889-Oslo, 25 de marzo de 1968) poeta noruego de entre guerras. También escribió ensayos y panfletos.

## Biografía
Øverland nació en Kristiansund y se crio en Bergen en el seno de una familia pobre. Su padre falleció cuando era muy joven y a los 12 años su familia se mudó a Christiania (actual Oslo). En 1911, contrajo tuberculosis y fue admitido en el sanatorio Gjøse Gaarden de Kongsvinger. Ese mismo año, comenzó a escribir, y entre otras publicaciones, más tarde escribiría en la revista Mot Dag.
Ateo convencido, fue juzgado por blasfemia en 1933 por discursos anticristianos, pero fue absuelto.
De ideología comunista en los años 1920, cambió en parte como expresión de oposición a los procesos de Moscú. Era un ávido opositor al nazismo y en 1936 publicó en el periódico  Samtiden el poema "Du må ikke sove" ("¡No oses dormir!") . Entró en la resistencia noruega y redactó varios poemas bélicos exaltando el combate y la resistencia clandestinos. Fue arrestado en 1941 y enviado a Grini antes de que los trasladaran a Sachsenhausen.
Recibió el premio Dobloug en 1951 y fue un fuerte opositor a la reforma de la lengua noruega. Presidió varias sociedades literarias y lingüísticas como el Riksmålsforbundet.